# 圣路易斯波托西
圣路易斯波托西市（西班牙語：San Luis Potosí，西班牙語發音：[san ˈlwis potoˈsi]），也称作“圣路易斯”，是墨西哥圣路易斯波托西州首府。该市总面积385平方公里（148.8平方英里），总人口685,934。圣路易斯波托西市建市于1592年。圣路易斯波托西市为墨西哥第10大城市。

## 名称
该市以法国国王路易九世命名。

## 姐妹城市
- 美国密苏里州圣路易斯